# Issa Tambedou
Issa Tambedou (ur. 28 września 1966) – senegalski piłkarz grający na pozycji obrońcy. W swojej karierze rozegrał 13 meczów w reprezentacji Senegalu.

## Kariera klubowa
W swojej karierze piłkarskiej Tambedou grał w klubie ASC Port Autonome.

## Kariera reprezentacyjna
W reprezentacji Senegalu Tambedou zadebiutował 25 października 1992 w wygranym 1:0 meczu eliminacji do MŚ 1994 z Mozambikiem, rozegranym w Matoli. W 1994 roku został powołany do kadry na Puchar Narodów Afryki 1994. Na tym turnieju rozegrał trzy mecze: grupowe z Gwineą (2:1) i z Ghaną (0:1) oraz ćwierćfinałowy z Zambią (0:1). Od 1992 do 1995 roku rozegrał w kadrze narodowej 13 meczów.